# Anton Alexejewitsch Sinkowski
Anton Alexejewitsch Sinkowski (russisch Антон Алексеевич Зиньковский; * 14. April 1996 in Noworossijsk) ist ein russischer Fußballspieler.

## Karriere

### Verein
Sinkowski begann seine Karriere bei Tschertanowo Moskau. Zur Saison 2013/14 wechselte er in die Jugend des FK Kuban Krasnodar. Zur Saison 2014/15 kehrte er zum Drittligisten Tschertanowo zurück. In seiner ersten Drittligaspielzeit kam er zu 19 Einsätzen in der Perwenstwo PFL, in denen er drei Tore erzielte. In der Saison 2015/16 kam er auf ebenso viele Einsätze und Tore. Nach zwei Einsätzen zu Beginn der Saison 2016/17 wurde der Flügelstürmer im August 2016 an Zenit St. Petersburg verliehen, wo er für die zweite Mannschaft spielen sollte. Bei Zenit-2 gab er im selben Monat sein Debüt in der zweitklassigen Perwenstwo FNL. Bis zur Winterpause absolvierte er acht Zweitligapartien.
Im Januar 2017 kehrte Sinkowski wieder nach Moskau zurück, wo er bis Saisonende noch acht Partien für Tschertanowo machte. In der Saison 2017/18 absolvierte er alle 26 Partien und erzielte 18 Tore, womit er Torschützenkönig der Gruppe West der dritten Liga; mit dem Hauptstadtklub wurde er zudem Meister und stieg in die FNL auf. In der zweithöchsten Spielklasse kam er in der Saison 2018/19 bis zur Winterpause 22 Mal zum Zug und machte dabei elf Tore. Im Januar 2019 wurde er dann vom Erstligisten Krylja Sowetow Samara verpflichtet. Dort gab er im März 2019 gegen Lokomotive Moskau sein Debüt in der Premjer-Liga. Bis Saisonende spielte er 13 Mal in der höchsten Spielklasse.
In der Saison 2019/20 kam der Angreifer zu 27 Einsätzen, mit Samara stieg er zu Saisonende allerdings aus der Premjer-Liga ab. In der zweiten Liga absolvierte er anschließend in der Saison 2020/21 37 Partien, in denen er zehnmal traf. Mit Krylja Sowetow gelang ihm der direkte Wiederaufstieg. Nach der Rückkehr ins Oberhaus kam er in der Saison 2021/22 in allen 30 Partien zum Zug und machte vier Tore. Zur Saison 2022/23 wechselte Sinkowski zum Ligakonkurrenten Spartak Moskau.

### Nationalmannschaft
Sinkowski spielte im Januar 2013 viermal für die russische U-17-Auswahl. Im Januar 2016 kam er zu drei Einsätzen im U-21-Team.
Im März 2023 gab er in einem Testspiel gegen Iran sein Debüt im A-Nationalteam.